# قهوة سخنة (فلم)
فيلم سوري قصير

## ملخص الفيلم
يتحدث عن الجدلية التي يعيش فيها الشباب السوري منذ سنوات وهي بعمر الحرب التي تعيشها بلادنا، جدلية البقاء والسفر، فمعظم الشباب (من كلا الجنسين) ساورتهم فكرة السفر المؤقت أو الهجرة إلى الخارج بسبب الظروف التي يعاني منها بلدنا الحبيب بحثاً عن فرصة جديدة أو فسحة أمل يعتقدون أنهم سيجدونها إن غادروا، ويتناول الفيلم هذه الجدلية من خلال قصة شاب يستعد للسفر ويرمي نفسه في المخاطر بحثاً عن فسحة أمل، لكنه متردد ومتألم لفراق مرابع الصبا والشباب وتتنازعه مجموعة من الأفكار، وتسير الأحداث لاحقاً في منعطف يحمل سؤالاً حول فكرة السفر ومغادرة الوطن وجدواها.

## حول الفيلم

### السيناريو
كتبت قصة الفيلم عام 2015 وفاز بجائز النصوص القصيرة في مسابقة المؤسسة العامة للسينما .
قهوة سخنة فيلم سينمائي روائي قصير

1. ↑  "http://thawra.sy/_archive.asp?FileName=52703197620171003232020". thawra.sy. مؤرشف من الأصل في 2017-12-26. اطلع عليه بتاريخ 2017-12-25. {{استشهاد ويب}}: روابط خارجية في |عنوان= (مساعدة)
2. ↑  "قهوة سخنة" و"نزهة بحرية في دمشق" أفضل نصّي سيناريو للفيلم الروائي القصير - Tishreen Online نسخة محفوظة 14 يناير 2018 على موقع واي باك مشين.

## وصلات خارجية
- مقالات تستعمل روابط فنية بلا صلة مع ويكي بيانات